# Manumutin
Manumutin is een bestuurslaag in het regentschap Belu van de provincie Oost-Nusa Tenggara, Indonesië. Manumutin telt 9994 inwoners (volkstelling 2010).